# Octombrie 1995
Acest articol este generat integral pe baza informațiilor din articolul 1995 și este actualizat periodic de un robot.
 Editările făcute în articol vor fi șterse la următoarea actualizare! Dacă doriți să faceți modificări, editați articolul-sursă.

ianuarie -
februarie -
martie -
aprilie -
mai -
iunie -
iulie -
august -
septembrie -
octombrie -
noiembrie -
decembrie
Octombrie 1995 a fost a zecea lună a anului și a început într-o zi de duminică.

## Evenimente
- 22 octombrie: Michael Schumacher câștigă cel de-al doilea său titlu mondial la Formula 1.

## Nașteri
- 1 octombrie: Valentin Cojocaru, fotbalist român
- 6 octombrie: Ana Maria Guran, actriță română de scenă și film
- 10 octombrie: Ellen Perez, jucătoare de tenis australiană
- 15 octombrie: Jakob Pöltl, baschetbalist austriac
- 16 octombrie: Park Sang-young, scrimer sud-coreean
- 31 octombrie: Viktória Lukács, handbalistă maghiară
- 31 octombrie: Predrag Rajković, fotbalist sârb

## Decese
Gérard de Vaucouleurs (Gérard Henri de Vaucouleur), 77 ani, astronom francez (n. 1918)
Vasile Pungan, 68 ani, comunist român (n. 1926)
Alec Douglas-Home, 92 ani, politician britanic, prim-ministru al Marii Britanii (1963-1964), (n. 1903)
Nicu Vladimir, 44 ani, cântăreț român de muzică folk (n. 1950)
Paul Sava, actor și regizor de teatru; actor de film român (n. 1922)
Franco Fabrizi, 79 ani, actor italian (n. 1926)
Ted Whiteaway, 66 ani, pilot britanic de Formula 1 (n. 1928)
Gabriela Negreanu (n. Gabriela Vasilache), 48 ani, poetă, eseistă și redactor de editură română (n. 1947)
Don Pendleton, 67 ani, scriitor american (n. 1927)
Raúl Juliá, actor portorican (n. 1940)
François Brousse, 82 ani, filosof francez (n. 1913)
Rodica Bujor, 81 ani, interpretă română de muzică populară (n. 1914)
Derek Enright, 60 ani, politician britanic (n. 1935)